# 黑龙江京黄芩
黑龙江京黄芩（学名：Scutellaria pekinensis var. ussuriensis）为唇形科黄芩属下的一个变种。

## 扩展阅读
- 維基物種上的相關：黑龙江京黄芩